# گودوین (آرکانزاس)
گودوین (به انگلیسی: Goodwin) یک منطقهٔ مسکونی در ایالات متحده آمریکا است که در شهرستان سنت فرانسیس، آرکانزاس واقع شده‌است. گودوین ۶۳٫۰۹ متر بالاتر از سطح دریا واقع شده‌است.